# A Canção da Saudade
A Canção da Saudade é um filme português do género musical, realizado e escrito por Henrique Campos e Cecília Delgado. Foi protagonizado pelo cantor Victor Gomes e por Florbela Queiroz. Estreou-se em Portugal a 18 de setembro de 1964. Uma versão em castelhano com o mesmo argumento do filme, intitulada Los gatos negros foi realizada por José Luis Monter, e partilhou os mesmos produtores e elenco.

## Elenco
- Alberto Ghira
- Alberto Ribeiro
- Alice Amaro
- Américo Coimbra como Raul
- Aníbal Tapadinhas
- Carlos Queiroz
- Carlos Rodrigues
- Clara Rocha (atriz)
- Fernando Frias
- Florbela Queiroz como Cilinha
- Ismael Merlo como Leonel
- Jorge Alves como Locutor
- Jorge Fontes
- José Manuel Simões
- José Orjas
- Lídia Franco
- Lucía Martos
- Luís Cerqueira
- Madalena Iglésias
- Mara Abrantes
- Nicolau Breyner
- Rosário San Martin
- Ruy Furtado
- Saudade dos Santos
- Simone de Oliveira
- Soledad Miranda como Babá
- Tony de Matos
- Victor Gomes como Tony